# Continuous Miner

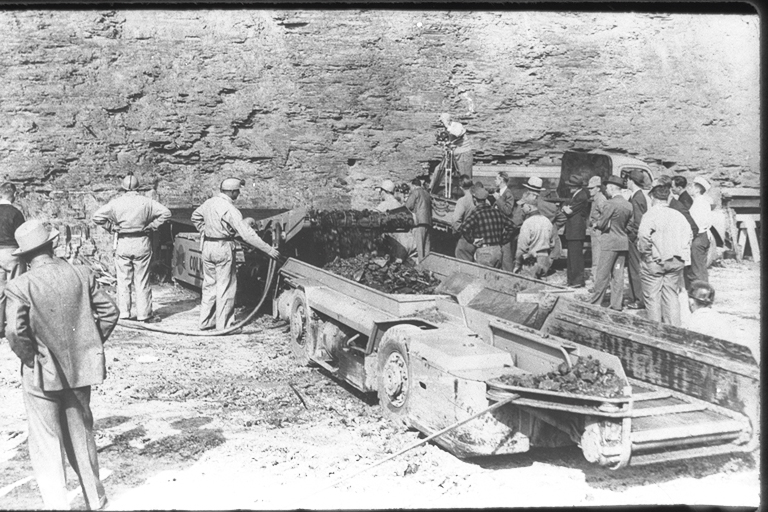
Continuous Miner

Ein Continuous Miner ist eine Gewinnungsmaschine, die im Bergbau unter Tage zur Gewinnung von Steinsalz, Gips und Steinkohle eingesetzt wird. Der Continuous Miner gehört je nach Bauform entweder zu den Umfangfräsen oder zu den Stirnfräsen. Es gibt Continuous Miner in unterschiedlichen Größen. Moderne Continuous Miner sind zudem mit weiterem Equipment, das z. B. zur Sicherung des Hangenden oder zur Staubabsaugung verwendet wird, ausgestattet. Continuous Miner sind geeignet für eine Ortsbrust mit kleinem Querschnitt. Continuous Miner werden überwiegend beim Örterpfeilerbau oder beim Abbau von Flözen mit geringer Mächtigkeit eingesetzt. Des Weiteren werden sie teilweise auch zur Auffahrung von Strecken genutzt.

## Geschichte
Der erste Vorläufer eines Continuous Miners wurde bereits in der zweiten Hälfte des 19. Jahrhunderts eingesetzt. Es handelte sich dabei um eine mit Druckluft angetriebene Maschine, mit der ein Tunnel unter dem Ärmelkanal vorgetrieben werden sollte. Das Projekt wurde allerdings aufgegeben.
Der erste erfolgreiche Einsatz eines Continuous Miners fand im Jahr 1943 statt, die Maschine war von dem Amerikaner Harold Silber gebaut worden. Das Patent für diesen Continuous Miner erwarb die Firma Joy. Nur wenige Jahre später, nachdem 1945 die Firma Kennametal einen Wolframkarbid - Schneidmeißel entwickelt hatte, erfolgte im Jahr 1948 ein weiterer erfolgreicher Einsatz von zwei Continuous Minern. Im Jahr 1958 wurde der erste Continuous Miner im südafrikanischen Kohlebergbau eingesetzt. In Europa wurden die ersten Continuous Miner in den 1960er-Jahren eingesetzt. In Frankreich, Großbritannien und vereinzelt auch in Deutschland wurden diese Maschinen im Flözstreckenvortrieb eingesetzt. Auf dem Bergwerk Niederrhein erzielte ein Continuous Miner eine durchschnittliche Auffahrleistung von 23 Metern pro Tag. Im Jahr 1966 wurden auf der Zeche General Blumenthal Continuous Miner mit acht Schrämketten zur Auffahrung mehrerer Flözstrecken eingesetzt. In den 1970er-Jahren erreichte ein Continuous Miner auf Prosper-Haniel eine tägliche Auffahrleistung von bis zu 30 Metern.
Die Continuous Miner konnten sich in den europäischen Bergrevieren nicht durchsetzen und wurden durch Teilschnittmaschinen verdrängt. Dies lag insbesondere am durch die großen Teufen bedingten hohen Gebirgsdruck der europäischen Bergwerke, aber auch daran, dass mit Continuous Minern nur eine Querschnittsform erstellt werden kann. Im südafrikanischen Bergbau wurden Continuous Miner verstärkt eingesetzt. Erst Anfang der 1990er-Jahre wurden Continuous Miner auch wieder im europäischen Bergbau eingesetzt. Ebenfalls seit Anfang der 1990er Jahre wurden Gerätekombinationen von Continuous Minern und Bohr- und Ankersetzmaschinen, sogenannte der Bolter Miner, im Bergbau eingeführt.

## Aufbau
Der Aufbau und die Konstruktion der Maschinen hat sich in den letzten Jahrzehnten nur unwesentlich verändert. Jeder Continuous Miner besteht aus einem Grundrahmen, in dem sich die Hydraulik der Maschine befindet. Seitlich am Grundrahmen befindet sich auf jeder Seite als Antrieb ein Raupenfahrwerk. Der Antrieb des Raupenfahrwerks erfolgt elektromechanisch. Es gibt auch Continuous Miner, die anstelle der Gleisketten mit Rädern ausgestattet sind. An dem Chassis ist ein in vertikaler Richtung beweglicher Ausleger angeschraubt. Der Antrieb des Auslegers erfolgt hydraulisch. Am oberen Ende des Auslegers befinden sich die Schneidwerkzeuge. Bei früheren Maschinen wurden als Schneidwerkzeuge parallel nebeneinander angeordnete Schrämketten verwendet. Bei modernen Maschinen werden meißelbestückte Schneidwalzen eingesetzt. Der Antrieb der Schneidwerkzeuge erfolgt elektromechanisch. Zur elektrischen Versorgung wird der Continuous Miner mit einer etwa 250 Meter langen Schlepptrosse an das Stromnetz des Bergwerks angeschlossen.

## Typen
Im Laufe der Jahre wurden unterschiedliche Typen des Continuous Miners entwickelt, sie unterscheiden sich im Wesentlichen durch die Form und Art der Gewinnungswerkzeuge. Die Gewinnungswerkzeuge lösen die Mineralien entweder nach dem Prinzip Aufreißen (Fräsen) oder sie schälen die Mineralien aus dem Verband heraus. Es gibt folgende Typen:
- Ripper Type
- Borer Type
- Auger Type
- Typ mit horizontalem Schneidkopf[11]

### Ripper Type

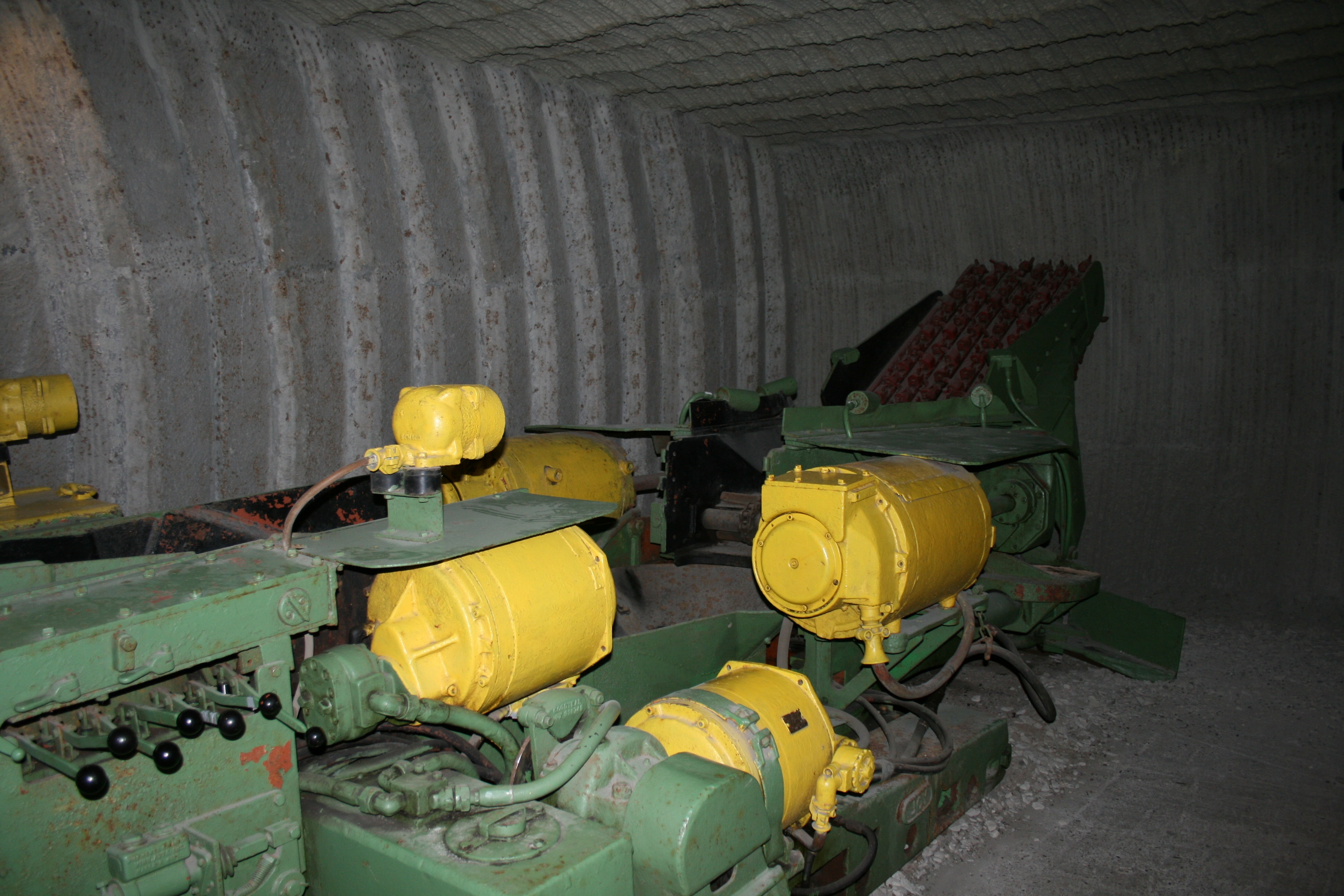
Continuous Miner, Ripper Type

Bei diesem Typ des Continuous Miners besteht die Schneidvorrichtung aus fünf oder auch mehr senkrecht angeordneten Schrämketten. Die Schrämketten sind dicht nebeneinander angeordnet. Der Schrämkopf lässt sich vertikal und horizontal bewegen. Der Ausleger hat eine Breite von 1,5 Metern, er wird hydraulisch bewegt. Maschinen dieses Typs können auch mildes Nebengestein mit einer Druckfestigkeit unter 300 kg/cm2 schneiden. Vorteile dieses Typs sind die Flexibilität und die gute Anpassung an unterschiedliche Bergbaubedingungen. So wurden mit diesem Minertyp in der Streckenauffahrung durchschnittliche Auffahrungslängen von über 20 Metern erreicht. Nachteilig ist seine geringe Abbaurate, bedingt durch die kleine Angriffsfläche der Schrämketten und seine Komplexität. Eine bekannte Maschine dieses Typs ist der Dosco Continuous Miner, der in den USA zur Gewinnung von Steinkohle verwendet wurde. Eine ähnliche Maschine dieses Typs wurde im deutschen Steinkohlenbergbau auch als Dauerwühler bezeichnet. Allerdings wurde der Dauerwühler mit flach liegenden Ketten betrieben. Es gab auch Ripper Miner mit Schwingkopf. Bei diesem Continuous Miner wurde der Grundrahmen am Anfang auf Gummireifen montiert, jedoch wurde diese Bauweise bald geändert und durch Raupenfahrwerke ersetzt. Die Raupenfahrwerke sorgten für eine bessere Traktion als die Reifen. Der Schwingkopf-Ripper hatte rotierende Schneidräder, die horizontal hin und her bewegt wurden und dabei oszillierende Bewegungen erzeugten. Dadurch wurden beim Vorfahren der Maschine mehrere Schnitte in der Ortsbrust erzeugt. Der Antrieb der Räder erfolgt über einen zwischen den Rädern liegenden Motor. Die Maschine wurde hauptsächlich zum Auffahren von Teststrecken für sogenannte englisch Longwall Panels verwendet. Der Typ konnte sich jedoch nicht durchsetzen, da der Schwingkopf sehr wartungsintensiv war.

### Borer Type
Bei diesem Continuous Miner besteht der Schneidapparat aus zwei unterschiedlichen Teilen. Das Hauptschneidelement ist der rotierende Schneidkopf, an dem Schneidmeißel angebracht sind. Der Schneidkopf hat einen Durchmesser von 2,4 Metern. Der Schneidkopf, auch Schneidscheibe genannt, ist fest mit der Maschine verbunden und lässt sich somit weder vertikal noch horizontal schwenken. Es gibt Maschinen dieses Typs, die mit zwei oder mit vier Schneidköpfen ausgestattet sind. Die Schneidköpfe sind synchron miteinander verbunden. Jeder Schneidkopf ist mit drei Armen mit der Maschine verbunden. Der Antrieb der Schneidköpfe erfolgt mittels Elektromotor. Damit die Maschine umgesetzt werden kann, lassen sich die Arme so verstellen, dass der Durchmesser jedes Schneidkopfes auf 1,92 Meter reduziert werden kann. Die Schneidköpfe schneiden eine erste Form in das zu bearbeitende Mineral. Dies dient dazu, den zentralen Kern des jeweiligen Minerals zu brechen. Um das noch zwischen den Schneidköpfen anstehende Material wegzuschneiden, ist die Maschine mit zwei waagerecht angeordneten Schneidwalzen ausgerüstet. Diese Schneidwalzen sind mit Meißeln bestückt und drehen mit 64 Umdrehungen pro Minute. Die Maschinen sind zudem mit Schrämketten ausgerüstet. Diese Schrämketten sind etwa 34 Zoll hinter den Rotoren angebracht und umschließen den Umfang des Maschinenprofils. Sie dienen der Verbreiterung des Profils. Dazu schneiden sie an der Ober- und Unterseite die stehengebliebenen Mineralstücke (z. B. Kohlen) ab.
Mit den Maschinen können Nebengesteine mit einer Druckfestigkeit von bis zu 300 kg/cm2 geschnitten werden. Größere Maschinen dieses Typs wurden von den Firmen Marietta, Goodman und Joy entwickelt. Der Marietta Miner Type 675 hatte ein Gewicht von 57 Tonnen und eine installierte Leistung von rund 330 Kilowatt. Der Ausbruchsquerschnitt betrug bei kleineren Maschinen bis zu 6,24 m2. Mit größeren Maschinen mit zwei oder vier Rotoren konnten größere Ausbruchsquerschnitte geschnitten werden. Maschinen mit zwei Rotoren konnten Ausbruchsquerschnitte von bis zu zehn Quadratmetern erstellen. Bei Maschinen mit vier Rotoren lag der Ausbruchsquerschnitt bei 18 Quadratmetern. Der Marietta Miner ähnelte in seiner Bauweise heutigen Vollschnittmaschinen. Im russischen Kalibergbau wurde am häufigsten der Continuous Miner vom Typ Ural-20R eingesetzt. Diese Maschine wiegt fast 82 Tonnen, hat nur einen mit Meißeln bestückten Schneidrotor und erzeugt deshalb ein kreisförmiges Schneidprofil. Aufgrund der mangelnden Flexibilität beim Einsatz werden seit den 1970er Jahren immer weniger Borer-Typen eingesetzt.

### Auger Type
Continuous Miner vom Auger Type wurden für die Kohlengewinnung in geringmächtigen Flözen entwickelt, da die bereits auf dem Markt vorhandenen Continuous Miner hierfür nicht geeignet waren. Die untertägige Kohlengewinnung mittels Bohr- oder Erdbohrmaschinen wurde bereits in den 1940er Jahren erprobt. Seitdem werden sie in dünnen bis sehr dünnen Kohlenflözen zur Kohlengewinnung eingesetzt. Sie werden zur Steinkohlegewinnung im Tagebau und im Untertagebau eingesetzt. Für den Einsatz im Kali- oder Steinsalzbergbau sind Continuous Miner vom Auger Type nicht geeignet. Die ersten Maschinen, die verwendet wurden, waren einfach aufgebaute Konstruktionen, die mit einem 0,91 Meter langen Bohrer, der einen Durchmesser von 0,76 Metern hatte, ausgestattet waren. Im Laufe der Jahre wurde die Konstruktion der Maschinen verbessert. Die Maschinen wurden so konstruiert, dass sie selbstfahrend waren, zudem wurden sie mit größer dimensionierten Bohrern ausgestattet. Des Weiteren konnte durch konstruktive Maßnahmen am Schneidkopf der Geräuschpegel beim Betrieb des Miners um bis zu zehn Dezibel, von 108 dB auf 98 dB, gesenkt werden. Mit einem Auger Miner werden, je nach Bedarf, ein oder mehrere kreisförmige Löcher in das Kohlenflöz gebohrt. Dafür hat Continuous Miner, je nach Konstruktion, ein oder zwei Schneidköpfe. Diese Schneidköpfe sind ähnlich aufgebaut wie ein Schneckenbohrer, nur entsprechend größer. Jeder dieser Schneidköpfe hat einen Durchmesser von etwa einem halben Meter oder bei Bedarf auch mehr. So gibt es Schneidköpfe, die Löcher von 1,5 bis 1,8 Meter erstellen können. Wichtig ist beim Einsatz von Auger Typen, dass der Durchmesser des Schneidkopfes kleiner als die Höhe des Flözes ist. Die Länge der Bohrlöcher, die mit einem Auger Miner erzeugt werden, liegt zwischen 30 und 60 Metern. Es wurden aber auch bis zu 100 Meter lange Löcher erstellt.

### Typen mit rotierendem Schneidkopf

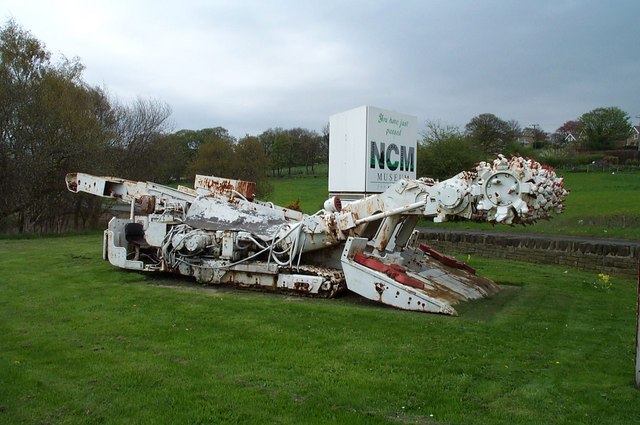
Continuous Miner mit Querschneidkopf

Diese Continuous Miner sind mit einem mit Querschneidkopf ausgerüstet, der aus einem walzenförmigen Trägerkörper besteht, an dem die Meißel befestigt sind. Als Meißel werden klassische Rundschaftmeißel oder Diskenmeißel eingesetzt. Der Schneidkopf hat, je nach Maschine, eine Breite von über sieben Metern und einen Durchmesser von 1,2 Metern. Der Schneidkopf ist an einem Ausleger angebracht. Der Ausleger ist vertikal schwenkbar und kann den Schneidkopf somit hoch und runter bewegen. Jedoch ist der Ausleger in der Regel nicht teleskopierbar. Der Schneidkopf wird von Elektromotoren angetrieben; dabei gibt es zwei Varianten: Bei der ersten Variante befindet sich der Elektromotor im Schneidkopf und treibt den Schneidkopf direkt an. Bei der zweiten Variante befindet sich der Elektromotor im Chassis und treibt den Schneidkopf über eine Kette an.
Der Motor jeder Schneidwalze hat, je nach Maschinengröße, eine Schneidleistung von bis zu 400 Kilowatt. Damit der Teleskoparm bewegt werden kann, ist er über Hydraulikzylinder mit dem Chassis des Miners verbunden. Damit die Maschine beim Schneidvorgang der Schneidwalze keine Nickbewegungen ausführt, wird sie im Heckbereich mit einem Stützzylinder gegen die Sohle gedrückt. Um das hereingewonnene Material abfördern zu können, befindet sich im Vorderbereich ein Ladetisch mit seitlichen Leitblechen. In der Mitte des Ladetisches ist ein kleiner Panzerförderer integriert, mit dem das Material an die Streckenförderung übergeben wird. Continuous Miner mit Querschneidköpfen werden von mehreren Firmen angeboten. Die Maschinen werden für Mächtigkeiten zwischen einem und fünf Metern gebaut. Auch bei den Schneidwalzen gibt es unterschiedliche Durchmesser.

## Arbeitsweise
Der Abbau der Mineralien mittels Continuous Miner erfolgt in mehreren Schritten. Hierbei muss die Schneidwalze vertikal über die Ortsbrust geführt werden. Als Erstes wird mit der Schneidwalze in der Ortsbrust ein Einschnitt erstellt. Dies erfolgt mit rotierender Walze und gehobenem Ausleger durch Vorfahren der Maschine. Der Einschnitt erfolgt in die Ortsbrust bis zur Schneidwalzenmitte. Anschließend wird die rotierende Walze im Schnitt bis zum Liegenden herabgesenkt und der untere Teil des Minerals herausgeschnitten. Der obere anstehende Teil des Minerals wird auf ähnliche Weise herausgeschnitten. Die unteren und oberen Ränder müssen mit einem Säuberungsschnitt beigeschnitten werden. Das hereingewonnene Mineral wird mittels des Ladetisches aufgenommen. Dazu wird der Miner nach vorne gefahren und dabei mit dem Ladetisch das Haufwerk untergriffig aufgenommen. Durch den Kettenkratzförderer wird das nun aufgenommene Mineral an das hintere Ende des Miners gefördert. Dort wird es entweder mit mobilen Kettenkratzförderern oder Gurtbandförderern abgefördert. Weitere Möglichkeiten für die Förderung sind Gleislosfahrzeuge, z. B. Schiebekastenfahrzeuge wie Pendelwagen. Nachdem sich der Miner, je nach Stabilität des Hangenden, um zehn bis 20 Meter vorgearbeitet hat, erfolgt die Sicherung des freigelegten Hangenden.

## Einsatz
Continuous Miner werden überwiegend im amerikanischen Steinkohlenbergbau in der maschinellen Gewinnung beim Örterbau eingesetzt. Im deutschen Steinkohlenbergbau wurden sie zur Auffahrung von Flözstrecken eingesetzt. Die besten Ergebnisse können mit Continuous Minern in Steinkohle und weichem Nebengestein erzielt werden. Die mit einem Continuous Miner zu bearbeitenden Mineralien dürfen nur wenig schleißscharf sein. Die Maschinen sind jedoch nicht für hartes Nebengestein geeignet. Zudem ist ein wirtschaftlicher Einsatz von Continuous Minern nur in entsprechen mächtigen Flözen ohne Geologische Störungen möglich. Bauartbedingt können sie nur Rechteckquerschnitte schneiden, deshalb sind sie bei der Streckenauffahrung nur bedingt einsetzbar. Auch zur Erstellung von Strebaufhauen lassen sich Continuous Miner gut verwenden. Sie wurden auch zum Senken von hochgequollenem Liegenden verwendet. Continuous Miner werden aber auch im deutschen Salzbergbau, im Kalibergbau, zur Gewinnung von Natursoda und zur Gewinnung von Gips eingesetzt.

## Zusatzmaschinen
Damit das Hangende nicht über den erstellten Hohlräumen zusammenbricht, muss es mittels geeigneter Maßnahmen abgestützt werden. Hierfür eignen sich, besonders bei der Gewinnung mittels Continuous Miner, Gebirgsanker. Je nach Hangendbedingungen werden im Abstand von 0,6 bis 1,5 Meter zwischen drei und fünf Anker in das Hangende gesetzt. Die Bohrmaschinen und Ankersetzmaschinen werden hinter den Continuous Minern eingesetzt, um die Hangendsicherung durchzuführen. Um den Prozess der Hangendsicherung mit der Arbeit des Continuous Miners zu kombinieren, wurden spezielle Maschinen entwickelt, die beide Arbeitsprozesse miteinander kombinieren. Diese Maschinen werden als Continuous Bolter Miner oder Bolter Miner Machine bezeichnet. Sie bestehen aus einer Kombination eines Continuous Miners und einem Mehrkopfschraubgerät, die auf einem gemeinsamen Fahrgestell montiert sind. Mit dem Mehrkopfschraubgerät ist es möglich, zunächst die Ankerlöcher zu bohren und anschließend die Anker zu setzen. Für diese Arbeiten muss der Continuous Bolter Miner nicht aus dem zu sichernden Bereich herausgefahren oder herausgezogen werden. Dadurch kann eine höhere Leistung an den jeweiligen Betriebspunkten erzielt werden.

## Produktivität und Kosten
Die Produktivität von Abbaubetrieben mit Continuous Minern ist nicht wesentlich geringer als die Produktivität von Walzen- oder Hobelbetriebenen. Beim Vergleich amerikanischer Steinkohlenbergwerke lag die beste mit Continuous Minern betriebene Grube noch vor der besten Grube, die im Strebbau betrieben wurde. Die Investitionskosten für einen Continuous-Miner-Betrieb lagen bei gerade mal knapp zwölf Prozent der Investitionskosten, die für eine Strebausrüstung erbracht werden müssten. Somit liegen die Investitionskosten, die für eine Strebausrüstung bei annähernd gleicher Produktivität aufgebracht werden müssen, achtmal so hoch wie die Investitionskosten für einen Betrieb, der im Room-and-Pillar-Verfahren (Kammer-Pfeilerbau) betrieben wird. Es werden auch gebrauchte Ausrüstungen für Room-and-Pillar-Betriebe angeboten, die deutlich günstiger zu bekommen sind als Neuausrüstungen.